# Asymptotický rozvoj
Asymptotický rozvoj, asymptotická řada nebo Poincarého rozvoj (po Henri Poincarém), pod vlivem angličtiny i asymptotická expanze, je v matematice formální řada funkcí, která má tu vlastnost, že zkrácení řady na konečný počet členů poskytne aproximaci dané funkce, když se argument funkce blíží k určitému, často nevlastnímu, bodu. R. B. Dingle odhalil ve svém výzkumu, že divergentní část asymptotického rozvoje je latentně smysluplná, tj. obsahuje informace o přesné hodnotě rozvíjené funkce.
Nejobvyklejším typem asymptotického rozvoje je mocninná řada buď s kladnými nebo zápornými mocninami. K metodám generování takového rozvoje patří Eulerův–Maclaurinův sumační vzorec a integrální transformace, např. Laplaceova nebo Mellinova transformace. Také opakovaná integrace per partes často vede k asymptotickému rozvoji.
Protože konvergentní Taylorova řada také vyhovuje definici asymptotického rozvoje, názvem „asymptotická řada“ obvykle označujeme nekonvergentní řadu. Přestože nekonverguje, asymptotický rozvoj je užitečný, když je zkrácen na konečný počet členů. Taková aproximace může poskytovat výhody tím, že je matematicky snáze proveditelná než funkce, s jejímž rozvojem se pracuje, nebo je její výpočet rychlejší než původní funkce. Typicky je nejlepší aproximací, když je řada zkráceny po nejmenším členu. Tímto způsobem optimálně zkrácený asymptotický rozvoj je znám jako superasymptotika. Chyba pak je typicky tvaru ~ exp(−c/ε) kde ε je parametr rozvoje. Chyba je tedy menšího řádu než všechny parametry rozvoje a může být dále zlepšena na superasymptotickou chybu, například použitím resumačních metod, jako je Borelova resumace, na divergentní část řady. Takové metody se často označují za hyperasymptotická aproximace.
Zápisy používané v tomto článku jsou popsány v článcích asymptotická analýza a Landauova notace.

## Formální definice
Nejdříve definujeme asymptotickou škálu, pak formálně definujeme asymptotický rozvoj.
Pokud {\displaystyle \varphi _{n}} je posloupnost spojitých funkcí na nějaké doméně a L je limitní bod definičního oboru, pak posloupnost vytváří asymptotickou škálu, pokud pro každé n platí
{\displaystyle \varphi _{n+1}(x)=o(\varphi _{n}(x))\ (x\to L).}
(L může být nekonečno.) Jinými slovy, posloupnost funkcí tvoří asymptotickou škálu, pokud každá funkce v posloupnosti roste striktně pomaleji (v limitě {\displaystyle x\to L}) než předchozí funkce.
Pokud f je spojitá funkce na doméně asymptotické škály, pak f má asymptotický rozvoj řádu N podle škály jako formální řada
{\displaystyle \sum _{n=0}^{N}a_{n}\varphi _{n}(x)}
pokud
{\displaystyle f(x)-\sum _{n=0}^{N-1}a_{n}\varphi _{n}(x)=O(\varphi _{N}(x))\ (x\to L)}
nebo
{\displaystyle f(x)-\sum _{n=0}^{N-1}a_{n}\varphi _{n}(x)=o(\varphi _{N-1}(x))\ (x\to L).}
Pokud platí jedno nebo druhé pro všechna N, pak zapisujeme[zdroj?]
{\displaystyle f(x)\sim \sum _{n=0}^{\infty }a_{n}\varphi _{n}(x)\ (x\to L).}
V protikladu ke konvergentní řadě pro {\displaystyle f}, kde pro jakékoli pevné {\displaystyle x} řada konverguje v limitě {\displaystyle N\to \infty }, můžeme asymptotickou řadu považovat za konvergující pro pevné {\displaystyle N} v limitě {\displaystyle x\to L} (kde {\displaystyle L} může být nekonečné).

## Příklady

Grafické znázornění absolutní hodnoty chyby v asymptotickém rozvoji funkce Gama (vlevo). Vodorovná osa je počet členů asymptotického rozvoje. Modré body jsou pro x = 2 a červené body jsou pro x = 3. Je vidět, že nejmenší chyba nastává u 14 členů pro x = 2, a u 20 členů pro x = 3, u více členů chyba diverguje.

- Gama funkce (Stirlingův vzorec)

{\displaystyle {\frac {e^{x}}{x^{x}{\sqrt {2\pi x}}}}\Gamma (x+1)\sim 1+{\frac {1}{12x}}+{\frac {1}{288x^{2}}}-{\frac {139}{51840x^{3}}}-\cdots \ (x\to \infty )}
- Exponenciální integrál

{\displaystyle xe^{x}E_{1}(x)\sim \sum _{n=0}^{\infty }{\frac {(-1)^{n}n!}{x^{n}}}\ (x\to \infty )}
- Logaritmický integrál

{\displaystyle \operatorname {li} (x)\sim {\frac {x}{\ln x}}\sum _{k=0}^{\infty }{\frac {k!}{(\ln x)^{k}}}}
- Riemannova funkce zeta

{\displaystyle \zeta (s)\sim \sum _{n=1}^{N}n^{-s}-{\frac {N^{1-s}}{s-1}}-{\frac {N^{-s}}{2}}+N^{-s}\sum _{m=1}^{\infty }{\frac {B_{2m}s^{\overline {2m-1}}}{(2m)!N^{2m-1}}}}kde {\displaystyle B_{2m}} jsou Bernoulliho čísla a {\displaystyle s^{\overline {2m-1}}} je rostoucí faktoriál. Tento rozvoj je platný pro všechna komplexní s a často se používá pro výpočet zeta funkce použitím dostatečně velké hodnoty N, například {\displaystyle N>|s|}.
- Chybová funkce

{\displaystyle {\sqrt {\pi }}xe^{x^{2}}{\rm {erfc}}(x)\sim 1+\sum _{n=1}^{\infty }(-1)^{n}{\frac {(2n-1)!!}{(2x^{2})^{n}}}\ (x\to \infty )} kde (2n − 1)!! je dvojitý faktoriál.

## Vypracovaný příklad
Asymptotické rozvoje se často objevují, když se obyčejná řada použije ve formálním výrazu, který způsobí, že je použita pro hodnoty mimo svůj poloměr konvergence. Můžeme například začít s obyčejnou řadou
{\displaystyle {\frac {1}{1-w}}=\sum _{n=0}^{\infty }w^{n}.}
Výraz vlevo má smysl na celé komplexní rovině, až na {\displaystyle w=1}, zatímco pravá strana konverguje pouze pro {\displaystyle |w|<1}. Znásobení výrazem {\displaystyle e^{-w/t}} a zintegrování obou stran dává
{\displaystyle \int _{0}^{\infty }{\frac {e^{-{\frac {w}{t}}}}{1-w}}\,dw=\sum _{n=0}^{\infty }t^{n+1}\int _{0}^{\infty }e^{-u}u^{n}\,du,}
po substituci {\displaystyle u=w/t} na pravé straně. Integrál na levé straně, chápaný jako hlavní hodnota integrálu, lze vyjádřit pomocí exponenciálního integrálu. V integrálu na pravé straně rozpoznáváme Gama funkci. Vyhodnocením obou stran obdržíme asymptotický rozvoj
{\displaystyle e^{-{\frac {1}{t}}}\operatorname {Ei} \left({\frac {1}{t}}\right)=\sum _{n=0}^{\infty }n!t^{n+1}.}
Jeho pravá strana jasně není konvergentní pro jakoukoli nenulovou hodnotu t. Zkrácením řady vpravo na konečný počet členů však můžeme obdržet docela dobrou aproximaci hodnoty {\displaystyle \operatorname {Ei} \left({\tfrac {1}{t}}\right)} pro dostatečně malé t. Provedeme substituci {\displaystyle x=-{\tfrac {1}{t}}} a všimneme si, že {\displaystyle \operatorname {Ei} (x)=-E_{1}(-x)} vede k asymptotickému rozvoji uvedenému výše v tomto článku.

## Vlastnosti

### Jednoznačnost pro danou asymptotickou škálu
Pro danou asymptotickou škálu {\displaystyle \{\varphi _{n}(x)\}} je asymptotický rozvoj funkce {\displaystyle f(x)} jednoznačný. To znamená, že koeficienty {\displaystyle \{a_{n}\}} jsou jednoznačně určené následujícím způsobem:
{\displaystyle {\begin{aligned}a_{0}&=\lim _{x\to L}{\frac {f(x)}{\varphi _{0}(x)}}\\a_{1}&=\lim _{x\to L}{\frac {f(x)-a_{0}\varphi _{0}(x)}{\varphi _{1}(x)}}\\&\;\;\vdots \\a_{N}&=\lim _{x\to L}{\frac {f(x)-\sum _{n=0}^{N-1}a_{n}\varphi _{n}(x)}{\varphi _{N}(x)}}\end{aligned}}}
kde {\displaystyle L} je limitní bod tohoto asymptotického rozvoje (může být {\displaystyle \pm \infty }).

### Nejednoznačnost pro danou funkci
Daná funkce {\displaystyle f(x)} může mít mnoho asymptotických rozvojů (každý s jinou asymptotickou škálou).

### Subdominance
Asymptotický rozvoj může být asymptotickým rozvojem pro více než jednu funkci.